# 激戀～命運的愛的故事～
手機小說日劇激♥戀～命運的愛情故事～
『手機小說日劇激戀～命運的愛的故事…』(手機小說日劇激戀～命運的愛的故事)是NHK綜合頻道で2010年從4月9日至5月28日為止，連續播放的電視劇。播放時間為毎週五（週四深夜）0:15 - 0:45 (24:15 - 24:45、JST) ，全8回。

## 概要
敘述因父親外遇而無法接受男性的高一乖乖女立花海優，與看似輕浮卻溫柔而略帶危險的高三少年廣瀨湊，在樓梯旁相撞後便莫名其妙地成為足球社經理。隨著近水樓台漸漸日久生情，無意間發現真相的海優，內心倍受打擊！但仍想要更加了解玩世不恭的湊，究竟隱含了多少秘密？隨著真相大白，等待他們的是希望還是厄運？此外，一再鼓勵、不斷幫助他們的摯友，活潑開朗的高一女生久永夏帆以及沉穩可靠又溫和的高三生瀧澤雄大，也慢慢成為一對戀人。在海優無法和湊相左時，瀧澤學長總是默默地守在她的身邊，但當害怕面對現實的湊…將海優託付給他時，身為湊國中時代至今最信賴的他，仍謹守好友的界線。
當內向寡言的害羞女、遇上外向主動的陽光男，碰上家族愛恨情仇的糾葛，彷彿『羅密歐與茱麗葉』的禁忌戀情，依然是堅決果敢的面對他們的人生。而作為好友的元氣女與溫情男，則站在一旁小心翼翼的守護著，這份四人皆『得來不易』的愛情。

## 演員名單
- 立花海優 - 荒井萌
- 廣瀬湊 - 渡部秀
- 瀧澤雄大 - 蕨野友也
- 久永夏帆 - 廣瀨愛麗絲
- 立花大祐 - 風間徹
- 立花晴美 - 洞口依子
- 本橋美波 - 増山加彌乃
- 森山杏奈 - 恒吉梨絵
- 広瀬航 - 冨田佳輔
- 広瀬真紀子 - 豐田真帆

## 幕後團隊
- 原作 - みなづき未来水無月未來
- 脚本 - 橫田理恵
- 音楽 - 内池秀和
- 導演 - 一色隆司
- 總製作人 - 岡本幸江、加賀田透
- 技術協力 - NHK影音媒體科技
- 美術協力 - NHK美術
- 製作・著作 - NHK、NHK企業會社

## 歌曲
主題曲
- JURIAN BEAT CRISIS 「BRIGHTEST WAY」(avex trax)

挿曲
- Tiara 「請讓我繼續喜歡你」

## 副標題
| #                                                   | 放送日        | 副標題         | 收視率 |
| --------------------------------------------------- | ------------- | -------------- | ------ |
| 第1回                                               | 2010年4月9日  | 命運的邂逅     | 0.9%   |
| 第2回                                               | 2010年4月16日 | 危險的誘惑     | 1.4%   |
| 第3回                                               | 2010年4月23日 | 陷入沉思       | 1.4%   |
| 第4回                                               | 2010年4月30日 | 破碎的心       | 1.8%   |
| 第5回                                               | 2010年5月7日  | 真正的心意     | 2.4%   |
| 第6回                                               | 2010年5月14日 | 無法傳遞的思念 | 1.4%   |
| 第7回                                               | 2010年5月21日 | 命運的捉弄     | 1.4%   |
| 第8回                                               | 2010年5月28日 | 天空的彼方     | 1.8%   |
| 平均收視率 1.6%（收視率是關東地區・市調中心的民調） |               |                |        |

## 資料來源
- 官方網頁